# 24757 Kusano
24757 Kusano è un asteroide della fascia principale. Scoperto nel 1992, presenta un'orbita caratterizzata da un semiasse maggiore pari a 2,256314 au e da un'eccentricità di 0,124686, inclinata di 7,664496° rispetto all'eclittica. Ha un diametro di 4,886	km.